# Comesperma lanceolatum
Comesperma lanceolatum är en jungfrulinsväxtart som beskrevs av Robert Brown och George Bentham. Comesperma lanceolatum ingår i släktet Comesperma och familjen jungfrulinsväxter. Inga underarter finns listade i Catalogue of Life.